# Mola d'Ares
La Mola d'Ares (1.323 m) és una muntanya amb relleu tabular del municipi valencià d'Ares del Maestrat, a la comarca de l'Alt Maestrat. Constituïx una fita en el paisatge de les terres valencianes i un emblema del paisatge de l'interior del país.
La mola rocosa en la qual s'incrusta el nucli urbà d'Ares del Maestrat constitueix un dels elements més destacats de l'entorn de les muntanyes. Així, l'entorn del paratge té un gran valor paisatgístic, ja que des d'aquest punt són visibles un gran nombre de valls i muntanyes del Maestrat i els Ports. Fou declarada Paratge Natural Municipal per Acord del Consell de la Generalitat Valenciana de data 3 de març de 2006.

## Morfologia
El relleu de la mola s'enquadra en el sector oriental del domini ibèric. Com indica el mateix nom del paratge, es tracta d'un altiplà generat per processos d'erosió diferencial, vorejat per grans cingles de fort desnivell que es corresponen amb una xarxa fluvial fortament encaixada, formada sobretot per barrancs i rambles de cabal molt variable.

## Nevera delseglexvi
Una antiga nevera a la Mola d'Ares acull un museu en la casa del Nevater. Es tracta d'una de les poques neveres valencianes de planta quadrada, en bon estat de conservació i molt representativa del que va ser l'antic comerç de neu i gel en terres valencianes. La nevera es troba a uns 1.200 metres d'altitud i el pou en el qual es conservava la neu i que pot ser visitat té una profunditat d'uns vuit metres. A més conté una microreserva de flora.

## Fauna i vegetació
La coberta vegetal consistix a grans trets en un pasturatge d'ús ramader que han tingut els terrenys des d'antic. Al costat dels vessants de fort pendent i en els petits tàlvegs del costat sud hi ha presència d'espècies arbustives. Quant a la fauna, és especialment rellevant la presència de la cabra salvatge ibèrica; també és freqüent observar voltors lleonats sobrevolant l'espai a escassa altura. Altres espècies que s'hi poden trobar són: la granota i el gripau comuns, el llangardaix ocel·lat i la colobra bastarda, l'ofegabous, aus com l'alosa vulgar, el gaig i el cruixidell i mamífers com la musaranya grisa, l'estarruf europeu, la fagina, el teixó, la mostela, l'esquirol vermell i ratapinyades.